# Beach (roman)
Beach är en äventyrsroman från 1996 av Alex Garland. I Sverige utgavs den av Leander Malmsten i översättning av Rikard Svartvik 1998. Romanen, som ibland anses vara 1990-talets generationsroman, beskrivs ofta som "en modern Flugornas herre". Romanen filmatiserades med titeln Beach år 2000 med Leonardo DiCaprio i huvudrollen.

## Handling
Richard är en ung äventyrare som rest till Thailand. En sen kväll för han ett märkligt samtal med sin granne på hotellet. Nästa dag har någon satt upp en karta på Richards dörr, och han hittar sin granne död. Det pratas mycket om en mytomspunnen ö bland ungdomarna, och kartan kan leda Richard dit. Han bestämmer sig för att försöka hitta ön tillsammans med ett ungt franskt par, Françoise och Ètienne. När de väl kommit dit, så blir de en del av det alternativa samhället som byggts upp där. Men med tiden får han uppleva de mörka sidorna på ön.